# گورستان مرجان بابا مراد ۱
قبرستان مرجان بابا مراد ۱ مربوط به دوره اشکانیان است و در شهرستان گیلانغرب، بخش مرکزی، دهستان گورسفید، ۵۵۰ متری جنوب غرب روستای مرجان بابا مراد واقع شده و این اثر در تاریخ ۲۶ اسفند ۱۳۸۷ با شمارهٔ ثبت ۲۵۵۹۹ به‌عنوان یکی از آثار ملی ایران به ثبت رسیده‌است.